# Karen DeCrow
Karen DeCrow (født Lipschultz; 18. december 1937, død 6. juni 2014) var en amerikansk advokat, forfatter, aktivist og feminist. Hun var også en stærk tilhænger af lige rettigheder for mænd i forældremyndighedsbeslutninger, idet hun argumenterede for en "modbevisende formodning" af delt forældremyndighed efter skilsmisse. Hun hævdede også, at mænd såvel som kvinder bør få lov til at beslutte ikke at blive forælder.

## Karriere
Hun begyndte sin karriere som journalist og blev medlem af National Organization for Women i 1969 og samme år førte hun valgkamp til borgmesterposten i byen Syracuse, New York, og blev den første kvindelige borgmesterkandidat i New Yorks historie. Efter dimension fra juraskolen, fik hun sin Juris Doctor fra Syracuse University College of Law i 1972 - som den eneste kvinde i sin klasse.
DeCrow blev valgt til præsident for National Organization for Women fra 1974 til 1977, i hvilken periode hun ledede kampagner for at sikre, at kollegiale sportsgrene ville blive omfattet af Title IX, pressede NASA til at rekruttere kvinder som astronauter, overvåge åbningen af et nyt NOW Action Center i Washington DC og oprettelsen af NOW's National Task Force om voldsramte kvinder/vold i hjemmet og deltog i en turne på over 80 offentlige debatter med den antifeministisk aktivist Phyllis Schlafly om Equal Rights Amendment.
I 1978 blev DeCrow associeret af Women's Institute for Freedom of the Press.

## Privatliv
Karen Lipschultz blev født i Chicago, Illinois den 18. december 1937.
Efter et kort første ægteskab giftede med sin anden mand, datalogen Roger DeCrow i 1967 og tog hans efternavn.

## Død
DeCrow døde af modermærkekræft den 6. juni 2014 i Jamesville, New York.

## Hæder
DeCrow blev hædret af den amerikanske borgerlige frihedsorganisation i 1985.

## Synspunkter
Hun var forfatter til flere bøger, herunder The Young Woman's Guide to Liberation (1971) og Sexist Justice—How Legal Sexism Affects You (1975). I oktober 2009 blev hun indført i National Women's Hall of Fame. DeCrow beskriver sit ultimative mål som "en verden, hvor et barns køn vil have ringe til ingen relevans i fremtidige sysler og fornøjelser - personligt, politisk, økonomisk, socialt og professionelt." I det henseende var DeCrow en tilhænger af fælles forældremyndighed (fælles juridisk og fælles fysisk forældremyndighed) af børn, når forældrene blev skilt. Hendes holdning til fælles frihedsberøvelse blev kritiseret af nogle i National Organization for Women: "Jeg er blevet en persona non grata, fordi jeg altid har været tilhænger af fælles forældremyndighed," sagde DeCrow.